# AIK Fotboll
Allmänna Idrottsklubben (pol. Powszechny Klub Sportowy, zwykle zwany AIK) – szwedzki klub sportowy (w tym piłkarski) z Solny, założony w 1891 roku. Największymi rywalami klubu są Djurgårdens IF i Hammarby IF.
Popularne określenie drużyny i kibiców to Gnagare (Gryzonie). Podobno w latach dwudziestych czarne, sprane koszulki graczy wypłowiały, nabierając szarego koloru, przypominającego kolor sierści szczurów.

## Stadion

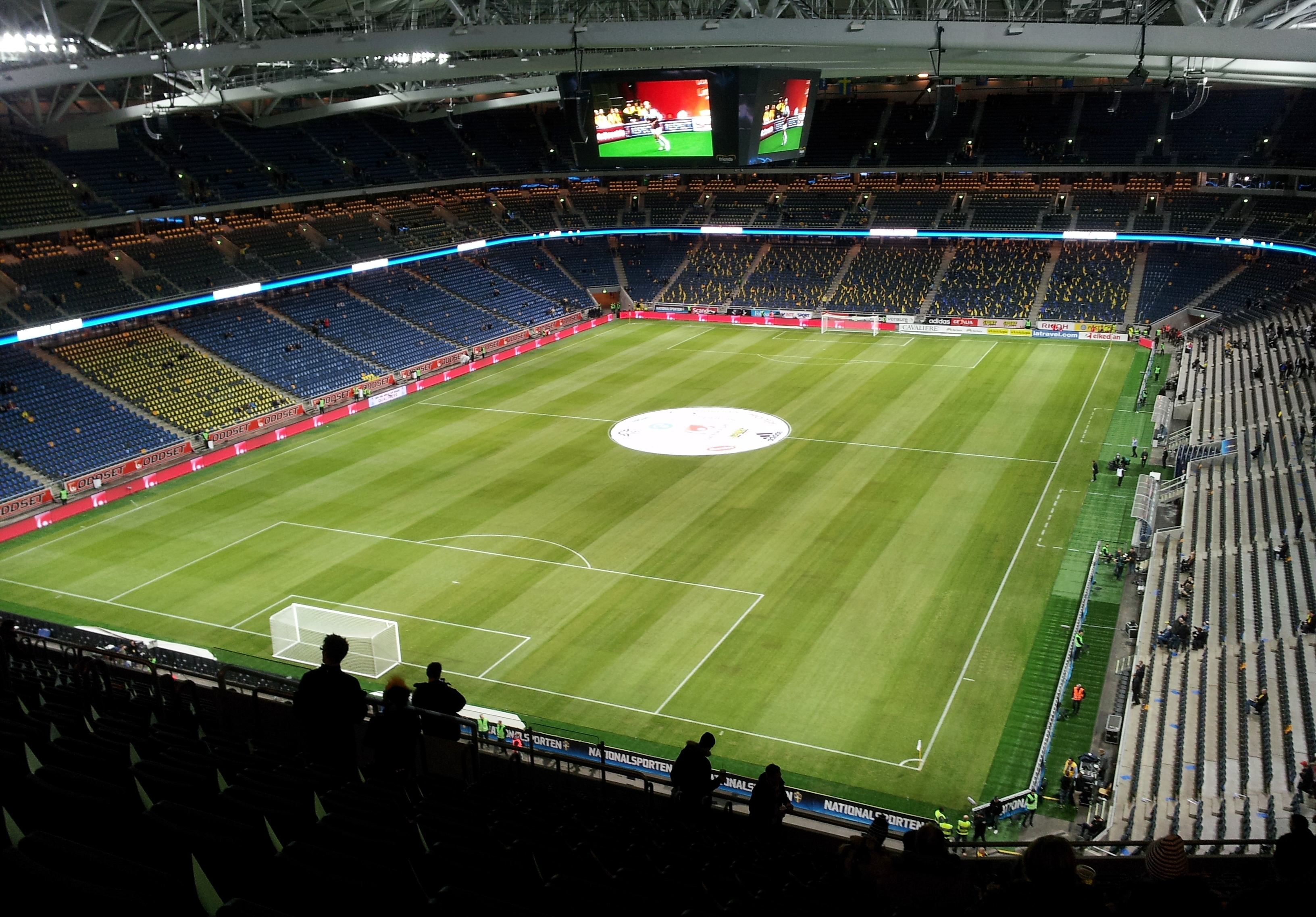

W latach 1937–2012 klub występował na Råsundastadion, ale już od dawna planowana była przeprowadzka na nowocześniejszy obiekt. 20 października 2011 klub przeprowadził wśród kibiców głosowanie, czy to Friends Arena lub Tele2 Arena mają zostać nowym obiektem zespołu. Ostatecznie wygrał ten pierwszy, a dzięki temu w meczu z Syrianską FC (zakończony bezbramkowym remisem) padł rekord frekwencji klubu, który obecnie wynosi 43 463.

## Sukcesy
Mistrzostwa Szwecji
- mistrzostwo (12): 1900, 1901, 1911, 1914, 1916, 1923, 1931/1932, 1936/1937, 1992, 1998, 2009, 2018
- wicemistrzostwo (15): 1930/1931, 1934/1935, 1935/1936, 1938/1939, 1946/1947, 1972, 1974, 1984, 1999, 2006, 2011, 2013, 2016, 2017, 2021

Superettan
- mistrzostwo (1): 2005

Puchar Szwecji
- zwycięstwo (8): 1949, 1950, 1976, 1985, 1996, 1997, 1999, 2009
- finał (8): 1943, 1947, 1969, 1991, 1995, 2000, 2001, 2002

## Piłkarze

### Obecny skład
Stan na 17 stycznia 2020
| Nr | Poz. | Piłkarz               |
| -- | ---- | --------------------- |
| 2  | OB   | Daniel Granli         |
| 3  | OB   | Per Karlsson          |
| 6  | PO   | Panajotis Dimitriadis |
| 8  | PO   | Enoch Kofi Adu        |
| 9  | PO   | Rasmus Lindkvist      |
| 12 | OB   | Felix Michel Melki    |
| 13 | BR   | Kenny Stamatopoulos   |
| 14 | OB   | Karol Mets            |
| 15 | OB   | Robert Lundström      |
| 16 | PO   | Sebastian Larsson     |
| 17 | NA   | Daniel Mushitu        |
| 18 | PO   | Bilal Hussein         |
| 19 | NA   | Saku Ylätupa          |

| Nr | Poz. | Piłkarz                               |
| -- | ---- | ------------------------------------- |
| 21 | NA   | Jasir Asani (wyp. z Partizani Tirana) |
| 23 | BR   | Budimir Janošević                     |
| 24 | PO   | Heradi Rashidi                        |
| 30 | NA   | Kolbeinn Sigþórsson                   |
| 35 | BR   | Samuel Brolin                         |
| 36 | NA   | Henok Goitom (kapitan)                |
|    | BR   | Jakob Haugaard                        |
|    | NA   | Stefan Silva                          |
|    | PO   | Ebenezer Ofori                        |
|    | OB   | Erick Otieno                          |
|    | OB   | Adam Ben Lamin                        |
|    | PO   | Tom Strannegard                       |